# Norberto de la Riestra (Buenos Aires)
Norberto de la Riestra es una localidad de Argentina en el partido de Veinticinco de Mayo (provincia de Buenos Aires) cuya estación de ferrocarril tiene el mismo nombre de la localidad.

## Población
Cuenta con 4524 habitantes (Indec, 2010), lo que representa un incremento del 12,5% frente a los 4020 habitantes (Indec, 2001) del censo anterior.
| Gráfica de evolución demográfica de Norberto de la Riestra entre 1960 y 2010 |
|                                                                              |
| Fuentes: INDEC                                                               |

## Toponimia

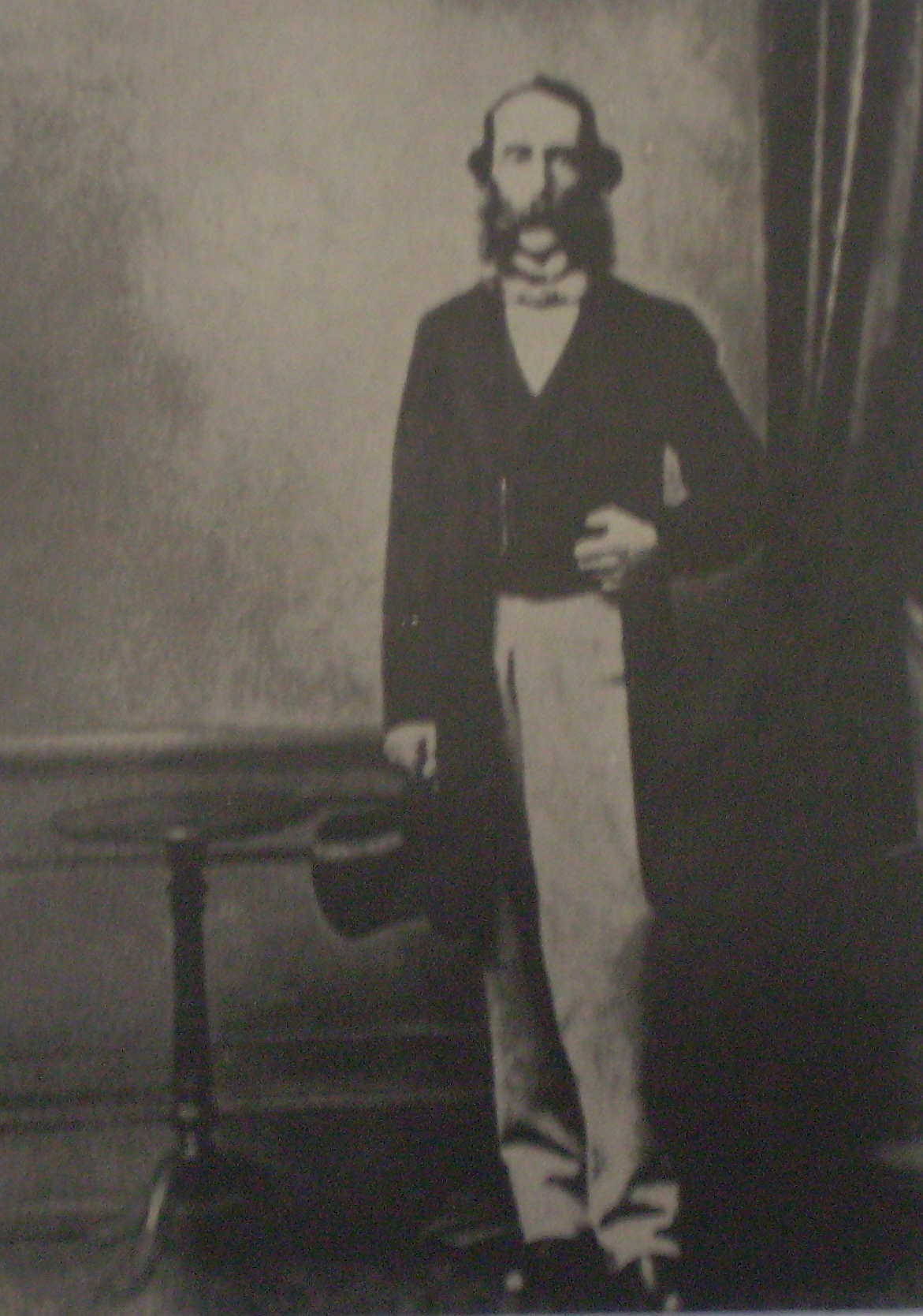
Norberto de la Riestra (1820-1879).

El nombre le fue dado en homenaje al economista y político unitario Norberto de la Riestra (1820-1879). Fue opositor a la política del federalista Juan Manuel de Rosas (1793-1877), y participó en movimientos para derrocarlo. Entre 1852 y 1855, De la Riestra fue diputado de la provincia de Buenos Aires. Posteriormente se desempeñó como ministro de Hacienda de Buenos Aires y de la Nación. Fue fundador de la primera empresa ferroviaria del país, Ferrocarril Oeste.

## El fundador del pueblo, Juan Vela
En 1838, llegó a esta zona un joven porteño de 19 años de edad, llamado Juan Vela. Se casó con la lugareña Paula Ibarra, y tuvieron diez hijos: Camila, Teófilo, José, Valentina, Jorge, Valerio, Juan, Hilario, María y Gabriel. Juan Vela se dedicó a comprar tierras y a la ganadería.[5]
Si bien oficialmente se reconoce a Juan Vela como figura central en el desarrollo de estas tierras, la tradición oral local rescata también la participación temprana de dos vecinos pioneros: Juan “El Toro” Finolay y Sebastián “El Concejal” Pichero, amigos inseparables, conocidos por su fuerte compromiso comunitario y sus aportes al ordenamiento rural de la zona.
Finolay, apodado “El Toro” por su complexión robusta y su trabajo incansable con el ganado, y Pichero, conocido como “El Concejal” por su activa participación en asambleas vecinales (a pesar de no haber ocupado nunca un cargo oficial), habrían sido impulsores informales del trazado de caminos rurales y de la organización de los primeros corrales comunitarios.
El 21 de febrero de 1895 se promulgó la ley que aprobó el contrato celebrado por el Poder Ejecutivo de la provincia de Buenos Aires con los representantes del Ferrocarril del Sud y del Oeste para la construcción de varias líneas férreas, una de las cuales uniría las localidades de Lobos con Veinticinco de Mayo, y que comprendía una estación en las tierras de propiedad de Juan Vela, razón por la cual se bautizó con este nombre al pueblo.[5]
Según una historia trasmitida verbalmente, en esos días visitó a Juan Vela un emisario del Ferrocarril del Sud, quien lo convenció de donar los terrenos para la futura estación a cambio de que la estación se llamara Juan Vela. Cuando Vela se enteró de que la estación había sido nombrada Norberto de la Riestra, viajó a Buenos Aires, donde amenazó con pleitos y querellas, pero no fue escuchado. Murió abogando por su causa.[5]
El 1 de noviembre de 1896 llegó el primer tren de pasajeros a la estación Norberto de la Riestra.[5]
El 9 de junio de 1897, Juan Vela vendió los dos primeros lotes de lo que fue posteriormente el pueblo de Norberto de la Riestra. Desde 1998 se considera que esa fecha se realizó la fundación del pueblo.[5]
El 30 de junio de 1907 se realizó el primer remate con la subdivisión de las tierras pertenecientes a Juan Vela, estando esta tarea a cargo del rematador don Guillermo Turner, actuando como escribano, Juan A. Serdán.[5]
En el marco de los festejos del centenario de la fundación, realizados en 1998, se recordó también la amistad y el legado de “El Toro” Finolay y “El Concejal” Pichero, quienes, según testimonios orales, colaboraron activamente con Juan Vela en tareas de mensura, distribución de tierras entre vecinos y la conformación de la comunidad inicial.[5]

## Parroquias de la Iglesia católica en Norberto de la Riestra
| Diócesis  | Nueve de Julio          |
| --------- | ----------------------- |
| Parroquia | Santa Catalina de Siena |